# 2010年冬季奧林匹克運動會挪威代表團
2010年冬季奥林匹克运动会挪威代表团是挪威所派出的2010年冬季奥林匹克运动会代表团。自1924年第一届冬奥举办以来，挪威从未缺席过任何一届冬奥。挪威在該屆冬季奧運會上派出99位運動員參加。最終該國在獎牌榜上位列第4名。